# Gräven
Gräven är en sjö i Mora kommun i Dalarna och ingår i Dalälvens huvudavrinningsområde. Sjön har en area på 0,129 kvadratkilometer och ligger 377,3 meter över havet. Vid provfiske har abborre fångats i sjön.

## Delavrinningsområde
Gräven ingår i det delavrinningsområde (676679-140153) som SMHI kallar för Inloppet i Skepphussjön. Medelhöjden är 383 meter över havet och ytan är 4,81 kvadratkilometer. Räknas de 5 avrinningsområdena uppströms in blir den ackumulerade arean 73,37 kvadratkilometer. Kräggan som avvattnar avrinningsområdet har biflödesordning 4, vilket innebär att vattnet flödar genom totalt 4 vattendrag innan det når havet efter 385 kilometer. Avrinningsområdet består mestadels av skog (38 procent) och sankmarker (50 procent). Avrinningsområdet har 0,22 kvadratkilometer vattenytor vilket ger det en sjöprocent på 4,5 procent.